# ОШ „Надежда Петровић” Велика Плана
ОШ „Надежда Петровић” Велика Плана је државна установа основног образовања у Великој Плани, релативно је новијег датума, дограђена уз помоћ Владе Грчке, 2002. године. Школа носи име Надежде Петровић, најзначајније српске сликарке с краја 19. и почетка 20. века.
Матична школа се налази се у потезу „Гложа”, која у свом састави има и издвојено одељење у Доњој Ливадици.

## ИО Доња Ливадица
Зграда школе издвојеног одељења у Доњој Ливадици је направљена далеке 1937. године. Реновирање школских објеката рађено је у школске 2003/2004. године. У издвојеном одељењу школе постоје кабинети за информатику и биологију и 8 учионица смештених у два објекта. Школско двориште садржи и терен за фудбал и прилагођени терен за кошарку и зелене површине.